# Франц Газіл
Франц Газіл (нім. Franz Hasil, нар. 28 липня 1944, Відень) — австрійський футболіст, що грав на позиції півзахисника. По завершенні ігрової кар'єри — тренер.
Виступав, зокрема, за клуби «Рапід» (Відень) та «Феєнорд», у складі якого — володар Кубка чемпіонів УЄФА і Міжконтинентального кубка, а також за національну збірну Австрії.

## Клубна кар'єра
У дорослому футболі дебютував 1962 року виступами за команду «Рапід» (Відень), в якій провів шість сезонів, взявши участь у 103 матчах чемпіонату. За цей час тричі, у 1964, 1967 і 1968 роках, виборював титул чемпіона Австрії.
Згодом сезон 1968/69 провів у ФРН, граючи за «Шальке 04».
1969 року був запрошений до лав нідерландського «Феєнорда». Відіграв за команду з Роттердама наступні чотири сезони своєї ігрової кар'єри. Більшість часу, проведеного у складі «Феєнорда», був його основним півзахисником. У першому ж сезоні у новій команді допоміг їй здобути Кубок європейських чемпіонів, того ж року став володарем Міжконтинентального кубка.
1973 року залишив Роттердам і повернувся на батьківщину, де протягом 1973—1977 років захищав кольори «Аустрії» (Клагенфурт), а згодом завершував ігрову кар'єру у команді «Ферст Вієнна», за яку виступав у сезоні 1977/78.

## Виступи за збірну
1963 року дебютував в офіційних матчах у складі національної збірної Австрії.
Загалом протягом кар'єри у національній команді, яка тривала 12 років, провів у її формі 21 матч, забивши 2 голи.

## Кар'єра тренера
Розпочав тренерську кар'єру, повернувшись до футболу після невеликої перерви, 1982 року, очоливши тренерський штаб клубу «Ферст Вієнна». Наступного року працював із командою «Парндорфа», а протягом 1987–1988 років тренував «Вінер Шпорт-Клуб».

## Титули і досягнення
- Чемпіон Австрії (3):

«Рапід» (Відень): 1963-1964, 1966-1967, 1967-1968
- Володар Кубка Австрії (1):

«Рапід» (Відень): 1967-1968
- Чемпіон Нідерландів (1):

«Феєнорд»: 1970-1971
- Володар Кубка чемпіонів УЄФА (1):

«Феєнорд»: 1969-1970
- Володар Міжконтинентального кубка (1):

«Феєнорд»: 1970